# Epicauta pedalis
Epicauta pedalis är en skalbaggsart som beskrevs av Leconte 1866. Epicauta pedalis ingår i släktet Epicauta och familjen oljebaggar. Inga underarter finns listade i Catalogue of Life.